# Coppa Intercontinentale 1969 (pallacanestro)
La Coppa intercontinentale di pallacanestro del 1969 si è giocata a Macon, Georgia negli Stati Uniti. Parteciparono le europee Spartak Brno e Real Madrid, i brasiliani del Sirio e gli statunitensi Akron Wingfoots dalla lega NABL campioni per la terza volta di seguito e i padroni di casa del Macon State College.

## Risultati

### Turno preliminare
|       |                     |         |
| Sírio | Macon State College | 73 - 68 |

### Tabellone finale
|  | Semifinali      | Semifinali      | Semifinali     |                |                 | Finale          | Finale      | Finale      |  |
|  |                 |                 |                |                |                 |                 |             |             |  |
|  | Zbrojovka Brno  | Zbrojovka Brno  | 84             |                |                 |                 |             |             |  |
|  | Zbrojovka Brno  | Zbrojovka Brno  | 84             |                |                 |                 |             |             |  |
|  | Real Madrid     | Real Madrid     | 77             |                |                 |                 |             |             |  |
|  | Real Madrid     | Real Madrid     | 77             |                | Akron Wingfoots | Akron Wingfoots | 84          |             |  |
|  |                 |                 |                |                | Akron Wingfoots | Akron Wingfoots | 84          |             |  |
|  |                 |                 | Zbrojovka Brno | Zbrojovka Brno | 71              |                 |             |             |  |
|  | Akron Wingfoots | Akron Wingfoots | Zbrojovka Brno | Zbrojovka Brno | 71              | 68              |             |             |  |
|  | Akron Wingfoots | Akron Wingfoots |                |                |                 | 68              |             |             |  |
|  | Sírio           | Sírio           | 57             |                |                 | Terzo posto     | Terzo posto | Terzo posto |  |
|  | Sírio           | Sírio           | 57             |                |                 |                 |             |             |  |
|  |                 |                 |                |                |                 |                 |             |             |  |
|  |                 |                 |                |                |                 | Sírio           | Sírio       | 72          |  |
|  |                 |                 |                |                |                 | Sírio           | Sírio       | 72          |  |
|  |                 |                 |                |                |                 | Real Madrid     | Real Madrid | 60          |  |

| Coppa Intercontinentale 1969 |
| ---------------------------- |
| Akron Wingfoots 3º titolo    |

## Formazione vincitrice
| N° | Naz.                   | Ruolo | Sportivo       |  | Alt. |  |
| -- | ---------------------- | ----- | -------------- |  | ---- |  |
|    | Stati Uniti (bandiera) | P     | Jerry Curless  |  |      |  |
|    | Stati Uniti (bandiera) | P     | Randy Berentz  |  |      |  |
|    | Stati Uniti (bandiera) | A     | Mike Patterson |  |      |  |
|    | Stati Uniti (bandiera) | C     | John Schroeder |  |      |  |
|    | Stati Uniti (bandiera) |       | Cunningham     |  |      |  |
|    | Stati Uniti (bandiera) |       | Norman         |  |      |  |
|    | Stati Uniti (bandiera) |       | Stewart        |  |      |  |
|    | Stati Uniti (bandiera) |       | Worstell       |  |      |  |
|    | Stati Uniti (bandiera) |       | Gallagher      |  |      |  |
|    | Stati Uniti (bandiera) |       | Fouts          |  |      |  |
|    | Stati Uniti (bandiera) | All.  | Hank Vaughn    |  |      |  |